# Северо-Восточная Индия
Северо-Восточная Индия — самая восточная область Индии, соединённая с остальной территорией страны узким коридором.

## География
В состав Северо-Восточной Индии входят 7 штатов («Семь сестёр»):
1. Аруначал-Прадеш
2. Ассам
3. Манипур
4. Мегхалая
5. Мизорам
6. Нагаленд
7. Трипура.
Иногда в регион включают и Сикким.
Государства, граничащие с северо-востоком Индии, — Непал, Бутан, Китай, Мьянма и Бангладеш. Тем не менее, они разделяют лишь 21 км общей границы с остальной частью Индии через узкий коридор Силигури. На большую часть Аруначал-Прадеш претендует Китай.

## История
Северо-Восток был добавлен к политической карте Индии только в современное время. Ассам, Нагаленд, Мизорам и Мегхалая не являлись частью политической Индии на протяжении большей части своей истории, Манипур и Трипура были княжескими государствами; Аруначал-Прадеш и Сикким не были частью Британской Индии в начале XX века.
Эти районы были включены в состав Британской Индии, когда британские колониальные власти традиционно присоединяли отдельные пограничные территории как буфер между британскими владениями и внешними силами (например, Ассам, Манипур и Трипура на северо-востоке и Белуджистан в северо-западной части).
После обретения независимости Индией в 1947 году расширение индийского государственного и политического аппарата было проблематично. Сикким попал под индийский протекторат в 1947 году и полностью стал частью Индии в 1975 году. Проблема мусульманской общины северо-востока Индии напрямую связана с Республикой Бангладеш, бывшей до 1971 года восточной провинцией Пакистана.

## Климат
Северо-Восток Индии имеет преимущественно влажный субтропический климат с жарким, влажным летом, сильными муссонами и мягкими зимами. Наряду с западным побережьем Индии, этот регион имеет наряду с некоторыми штатами из индийского субконтинента последние оставшиеся тропические леса. В штатах Аруначал-Прадеш и Сикким — горный климат с холодной, снежной зимой и мягким летом.
Северо-Восток — зона высокой сейсмичности. Землетрясение 1897 г. в Ассаме было одним из сильнейших в мире. В результате землетрясения 1950 г. в горных районах произошли крупные обвалы и оползни, усилившие заиливание русла Брахмапутры на равнине; наводнения стали ежегодными. Центральным правительством учрежден Совет по контролю наводнений в бассейне Брахмапутры.

## Флора и фауна
Леса, покрывающие около 60 % территории, — одно из главных богатств Аруначал Прадеша. Они разнообразны — от влажно тропических, вечнозеленых у подножий гор, до широколиственных лесов средних склонов и хвойных лесов верхнего лесного пояса.
Здесь встречаются заросли рододендронов, бамбуков и кактусов, в глубине тропических лесов цветут великолепные орхидеи. Еще сохранился и богатый животный мир: дикие слоны, тигры, питоны, лающие олени, кабарга, снежные леопарды, медведи и др. Однако промышленная переработка лесного сырья, как и возникновение других отраслей современной промышленности, возможны лишь при создании необходимой транспортной сети и энергетической базы.
Аруначал-Прадеш обладает крупнейшей в стране концентрацией гидроэнергетических ресурсов, которые в излучине Диханга превышают 4 млн кВт, Лухита — более 3 млн кВт, Дибанга — около 900 тыс. кВт, Каменга — 600, Субансири — почти 200 тыс. кВт. Однако труднодоступность, бездорожье, сложные условия строительства в этом высокосейсмичном районе, где часто случаются оползни и обвалы, чрезвычайно затрудняют освоение этих ресурсов.

## Культура
Ни один из проживающих здесь этносов не образует большинства регионального масштаба. Крупнейшими народами являются ассамцы и бенгальцы, но помимо них существуют десятки менее крупных этносов: нага, мизо, кхаси и т. д. Наиболее распространенная религия среди ассамцев и бенгальцев — индуизм, его последователи составляют значительную часть населения Ассама и Трипура.
Однако в целом позиции индуизма в регионе не назовешь твердыми. Ведь только на северо-востоке Индии существуют штаты с христианским большинством: Мегхалайя (64 % от населения штата), Мизорам (85 %) и Нагаленд (87 %). Значительные религиозные общины образуют мусульмане и буддисты. Самые крупные общины мусульман существуют в Ассаме и Нагаленде.
Северо-Восточная Индия в расовом, языковом и культурном отношении очень отличается от других штатов Индии. Этот регион официально признан в качестве особой категории штатов Индии. Этот регион известен своей уникальной культурой, ремеслами, военным искусством и красотой. С момента начала экономической либерализации в 1990-е годы исследования показали, что этот регион отстает от других в развитии.